# Prati
Prati – rione, jedno z dwudziestu dwóch rioni Rzymu, tradycyjnych jednostek podziału administracyjnego miasta, dotyczącego części wewnątrz murów aureliańskich (z niewielkimi wyjątkami). Stanowi część gminy Municipio Roma I.
Współcześnie Prati ma powierzchnię 1,27 km², a w 2015 zamieszkiwało je 17 427 mieszkańców. Jest jednym z dwóch rione (obok Borgo), które znajdują się poza Murem Aureliana.
Historyczny numer dzielnicy to R. XXII.